# کوفی کاجیا
کوفی کاجیا (زاده ۹ دسامبر ۱۹۶۷) یک داور فوتبال اهل بنین است .
در سال ۱۹۹۴ عضو داوران فیفا شد ، کاجیا داور مسابقات جام جهانی در سال های ۲۰۰۲ و ۲۰۰۶ ، جام کنفدراسیون ها در ۱۹۹۹ و ۲۰۰۳ و جام ملت های آفریقا در سال های ۲۰۰۰ ، ۲۰۰۲ ، ۲۰۰۴ ، ۲۰۰۶ ، ۲۰۰۸ بود. 